# Bandera de la Asociación de Naciones de Asia Sudoriental

Bandera de la ASEAN

La versión actual de la bandera de la Asociación de Naciones del Sudeste Asiático (ASEAN) fue adoptada en el mes de julio de 1997. Consiste en un paño de color azul oscuro con un círculo rojo con su borde de color blanco que está situado en el centro. 
En el interior del círculo de color rojo aparecen diez tallos de arroz representados de color amarillo que simbolizan los diez miembros de la Organización. 
La versión anterior de la bandera de ASEAN consistía en un paño de color blanco en el que figuraba un círculo amarillo con el borde de color turquesa. En el interior del círculo aparecían representados de color marrón seis tallos de arroz y las iniciales ASEAN, escritas debajo de ellos.y su objetivo principal es acelerar el crecimiento económico y fomentar la paz y las estabilidades regionales.